# Sątopy-Samulewo
Sątopy-Samulewo (deutsch Bischdorf) ist ein kleiner Ort in der polnischen Woiwodschaft Ermland-Masuren und gehört zur Gmina Bisztynek (Stadt- und Landgemeinde Bischofstein) im Powiat Bartoszycki (Kreis Bartenstein).

## Geographische Lage
Sątopy-Samulewo liegt in der nördlichen Mitte der Woiwodschaft Ermland-Masuren, acht Kilometer nordwestlich der Stadt Reszel (deutsch Rößel) und 23 Kilometer südöstlich der Kreisstadt Bartoszyce (Bartenstein).

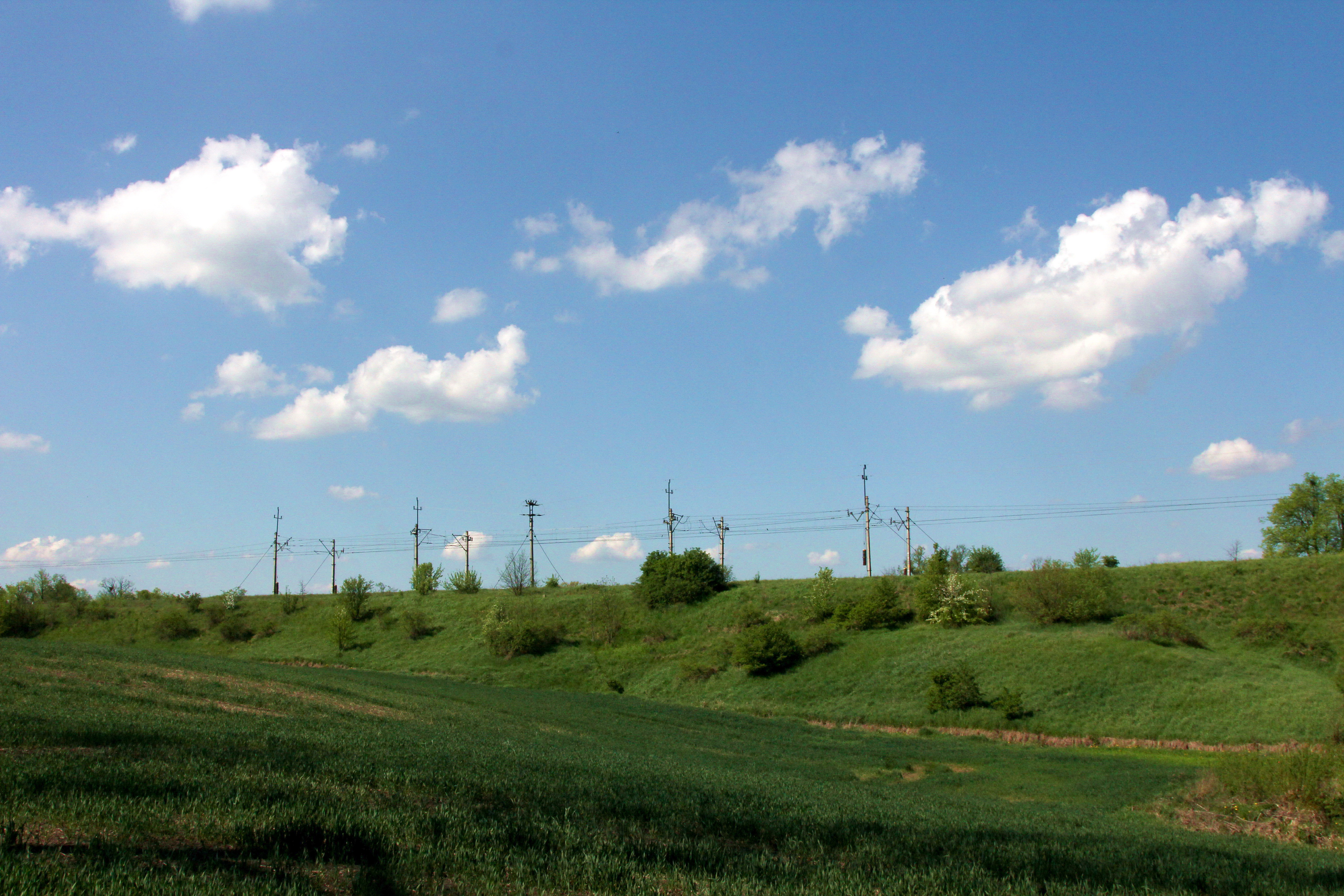
Der Bahndamm der 1871 errichteten Bahnstrecke von Thorn nach Insterburg bei Sątopy-Samulewo (Bischdorf)

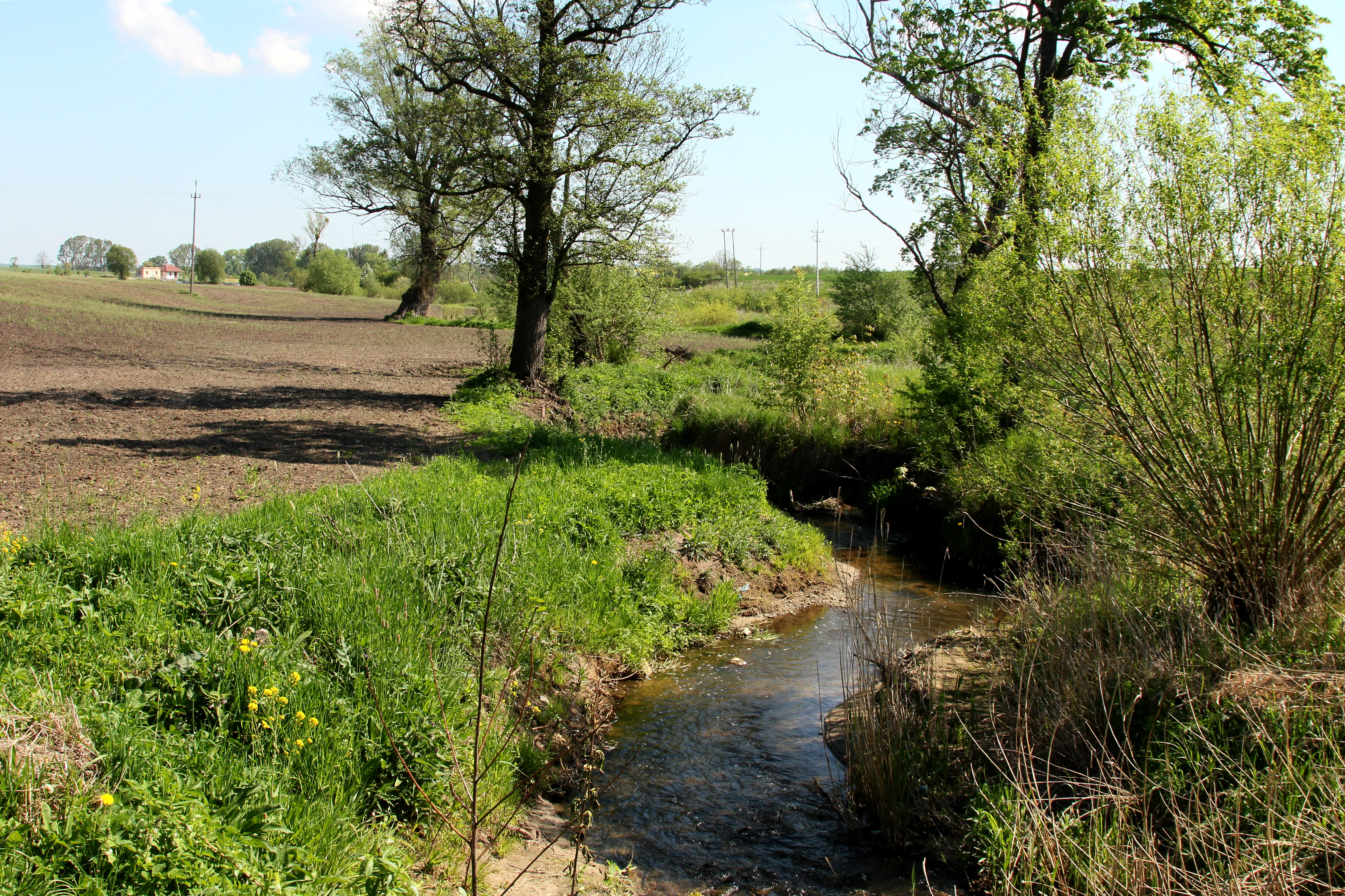
Bachlauf bei Sątopy-Samulewo

## Geschichte
Der bis vor 1785 Bischofsdorf genannte Ort wurde 1346 gegründet und bestand aus einem großen Gut. Hier stand ein Jagdschloss, das ein beliebter Sommeraufenthalt der Bischöfe des Ermlands im 16. und 17. Jahrhundert war. Hier war auch das Zentrum ihres Gestüts. Im 18. Jahrhundert verkaufte Bischof Ignatius Krasicki die Ländereien. Das Schloss zerstörten die Franzosen im Jahre 1807.
Am 27. Dezember 1871 wurde „Bischdorf (Ostpr.)“ Bahnstation an der Bahnstrecke Thorn–Insterburg.
Am 9. Juli 1874 wurde Bischdorf Amtsdorf und damit namensgebend für einen Amtsbezirk, der bis 1930 bestand und zum Kreis Rößel im Regierungsbezirk Königsberg (ab 1905: Regierungsbezirk Allenstein) in der preußischen Provinz Ostpreußen gehörte.
Aufgrund der Bestimmungen des Versailler Vertrags stimmte die Bevölkerung in den Volksabstimmungen in Ost- und Westpreussen am 11. Juli 1920 über die weitere staatliche Zugehörigkeit zu Ostpreußen (und damit zu Deutschland) oder den Anschluss an Polen ab. In Bischdorf stimmten 180 Einwohner für den Verbleib bei Ostpreußen, auf Polen entfielen keine Stimmen.
Der Gutsbezirk Bischdorf und der Nachbargutsbezirk Niederhof (polnisch Nisko) schlossen sich am 30. September 1928 zur neuen Landgemeinde Bischdorf zusammen. Am 11. März 1930 verlor Bischdorf den Status eines Amtsdorfs und wurde in den Amtsbezirk Santoppen (polnisch Sątopy) umgegliedert.
Auf den Mauern eines älteren Gebäudes entstand an der Wende 19./20. Jahrhundert ein eingeschossiges Herrenhaus. Das Haus, das sich heute in Privateigentum befindet, wurde im Innern umgebaut, enthält jedoch noch ältere Formen. Eine neuerliche Restaurierung scheint in Aussicht genommen zu sein.
Als 1945 in Kriegsfolge das gesamte südliche Ostpreußen an Polen fiel, war auch Bischdorf davon betroffen. Es erhielt die polnische Namensform „Sątopy-Samulewo“. Der Weiler (polnisch Osada) ist heute eine Ortschaft im Verbund der Stadt- und Landgemeinde Bisztynek (Bischofstein) im Powiat Bartoszycki (Kreis Bartenstein), bis 1998 der Woiwodschaft Olsztyn, seither der Woiwodschaft Ermland-Masuren zugehörig.

### Einwohnerzahlen

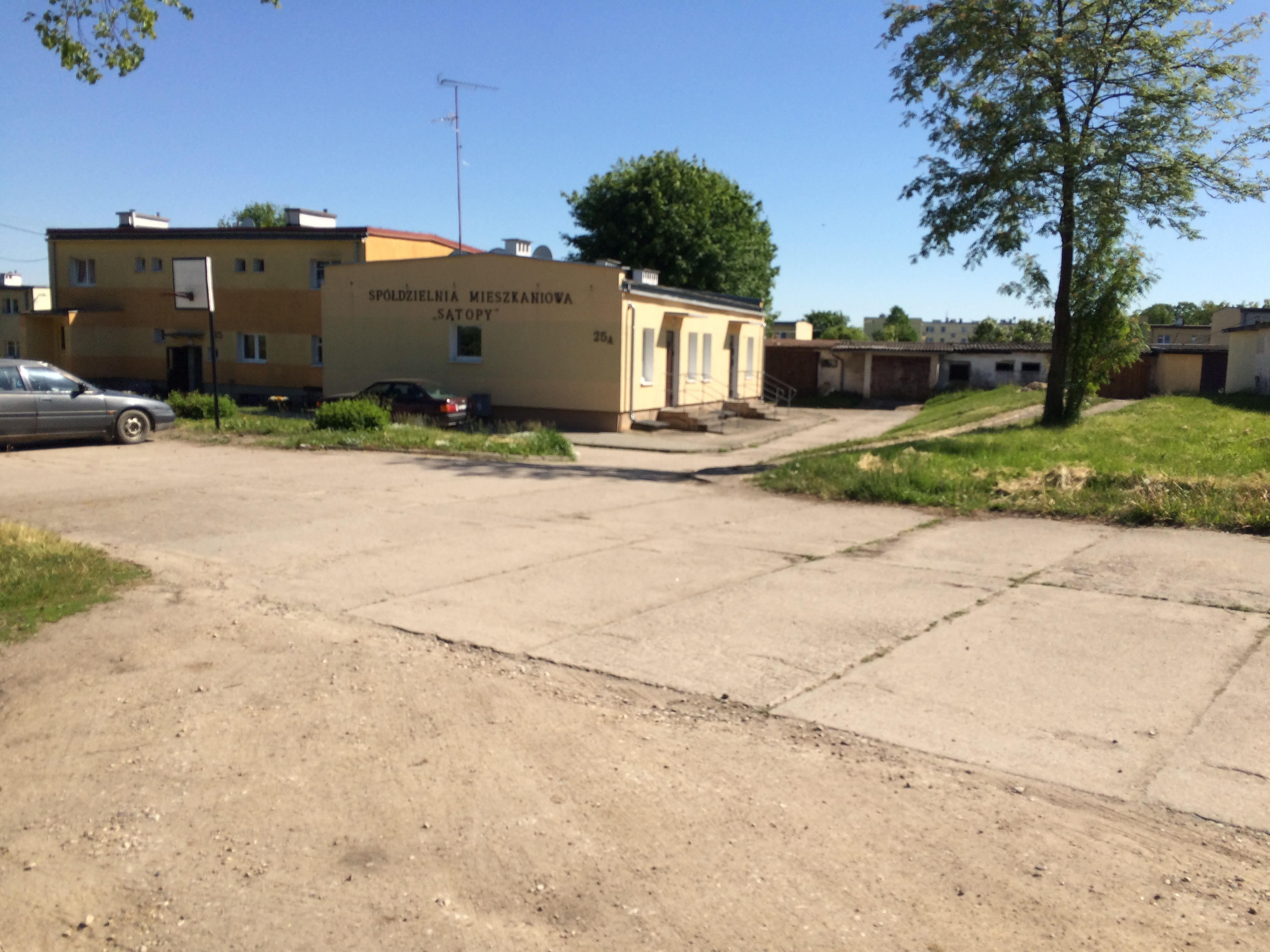
Genossenschaftsgebäude in Sątopy-Samulewo

| Jahr | Anzahl |
| ---- | ------ |
| 1820 | 207    |
| 1885 | 181    |
| 1905 | 183    |
| 1910 | 207    |
| 1933 | 399    |
| 1939 | 333    |

### Amtsbezirk Bischdorf (1874–1930)
Der 1874 errichteten Amtsbezirk Bischdorf bestand lediglich aus dem Gutsbezirk Bischdorf. Er wurde 1930 aufgelöst und der inzwischen zur Landgemeinde erhobene Gutsort in den Nachbaramtsbezirk Santoppen umgegliedert.

## Kirche

### Kapelle
Bischdorf war genauso wie das heutige Sątopy-Samulewo kein eigener Kirchort, sondern gehörte damals wie heute zur Nachbarpfarre Santoppen (polnisch Sątopy). Im Zusammenhang der Errichtung sogenannter Jubiläumskirchen zur Erinnerung an die Königskrönung 1701 in Königsberg erhielt Bischdorf jedoch im Jahre 1903 eine eigene Kapelle, die bis 1945 zur evangelischen Kirche Rößel (polnisch Reszel) gehörte und heute der katholischen Pfarrei Sątopy zugeordnet ist.

### Evangelisch
Bis 1945 war Bischdorf in das Kirchspiel der evangelischen Kirche Rößel in der Kirchenprovinz Ostpreußen der Kirche der Altpreußischen Union eingepfarrt. In der Bischdorfer Kapelle wurden ab 1903 Gottesdienste gefeiert. Seit 1945 ist Sątopy-Samulewo der Kirche in Bartoszyce (Bartenstein) zugeordnet. Es handelt sich um eine Filialkirche der Johanneskirche Kętrzyn in der Diözese Masuren der Evangelisch-Augsburgischen Kirche in Polen.

### Katholisch
Katholischerseits gehörte Bischdorf bis 1945 zur Pfarrei in Santoppen im damaligen Bistum Ermland. Bei dieser Beziehung ist es auch heute geblieben, und die Kapelle in Sątopy-Samulewo ist jetzt im Besitz der katholischen Pfarrgemeinde, die jetzt allerdings dem neuen Erzbistum Ermland zugeordnet ist.

## Verkehr

### Straßen
Sątopy-Samulewo liegt unweit der Woiwodschaftsstraße 594, die die Regionen Bisztynek (Bischofstein) und Reszel (Rößel) mit Kętrzyn (Rastenburg) verbindet. Nebenstraßen vernetzen das Dorf mit der näheren Umgebung.

### Schienen

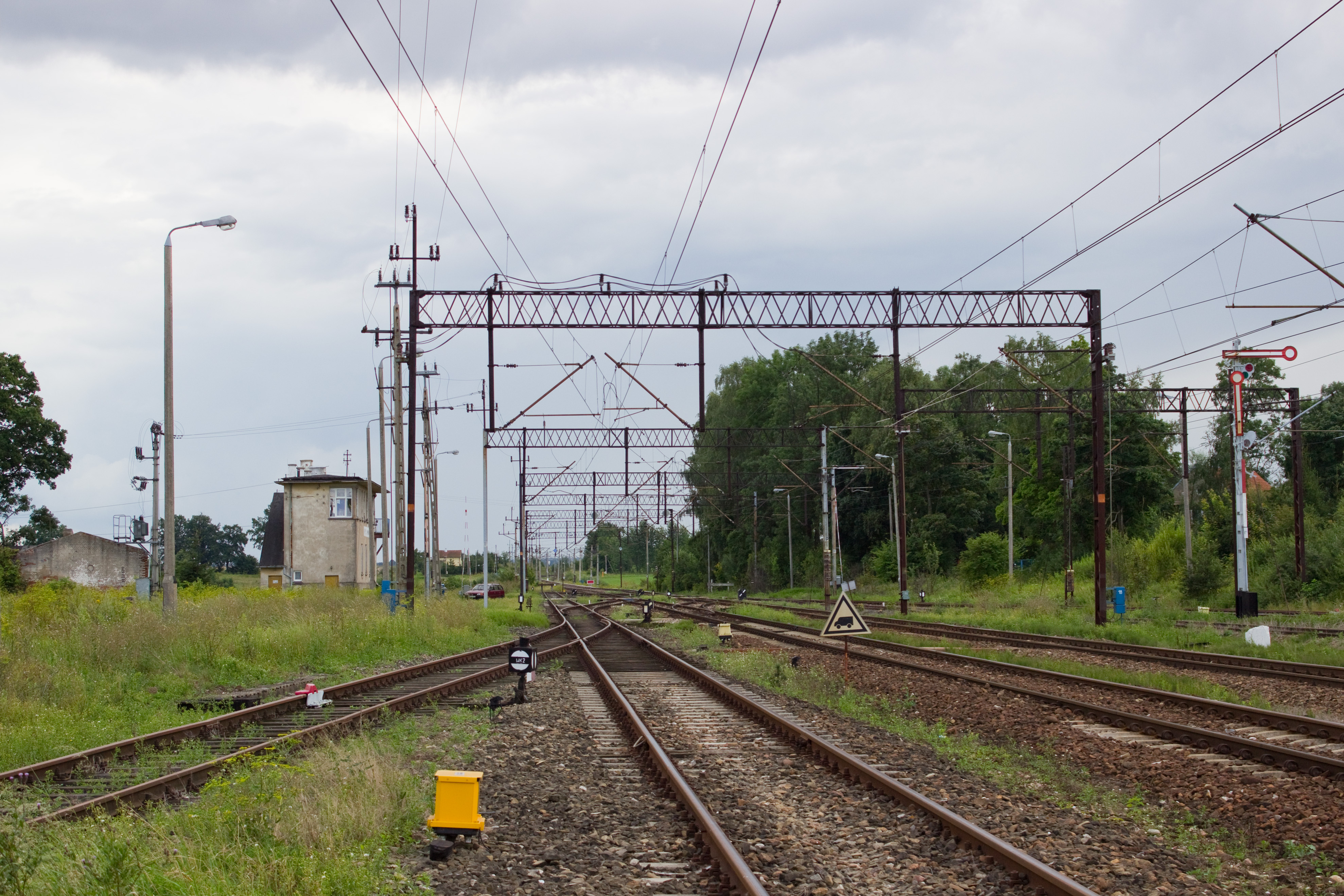
Die Gleisanlagen der Station Sątopy-Samulewo

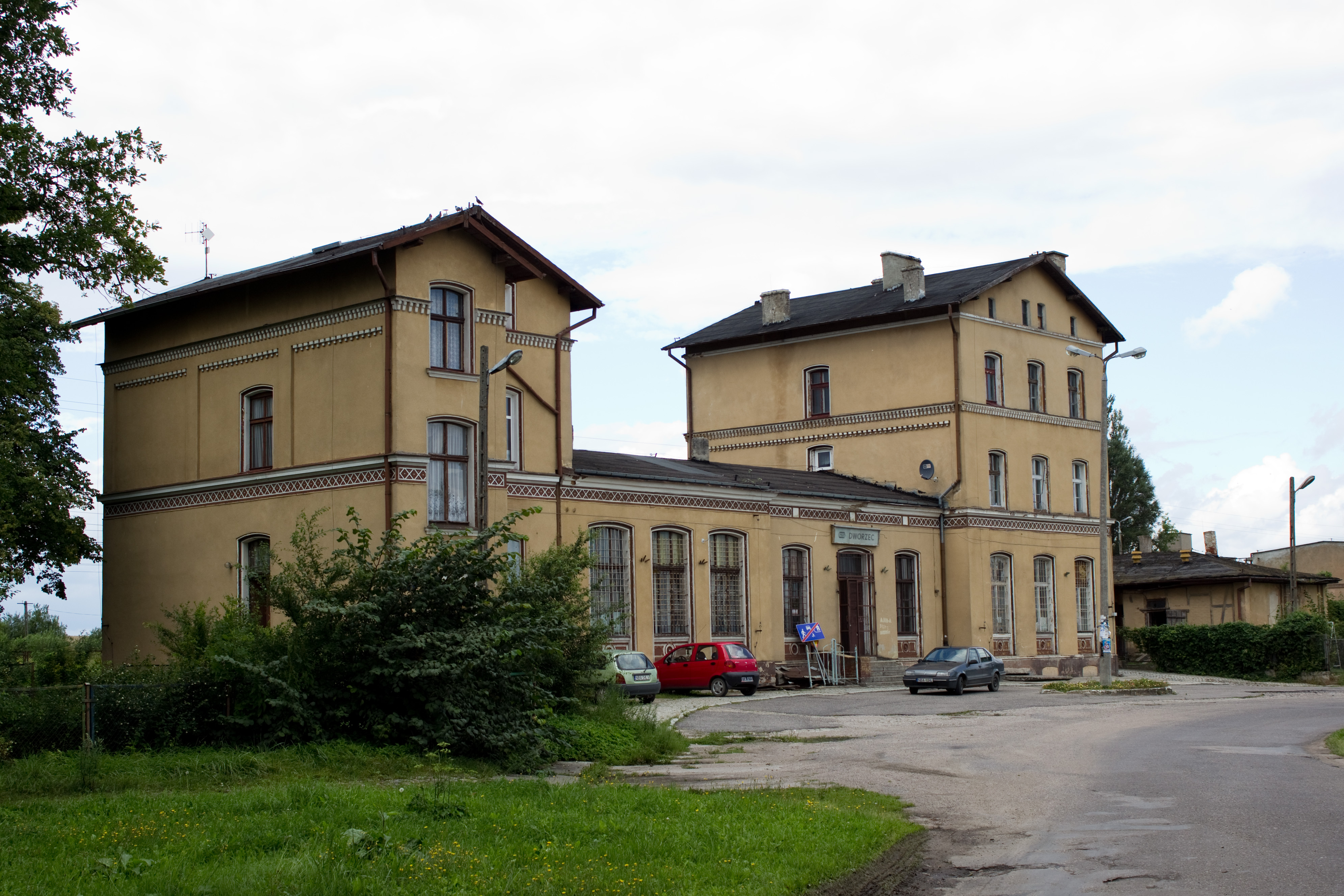
Das Stationsgebäude Sątopy-Samulewo

Der Bau der Bahnstrecke Thorn–Insterburg (polnisch Toruń–Tschernjachowsk) verschuf dem Ort Bischdorf 1871 eine vorher nicht geahnte Bedeutung wirtschaftlicher und verkehrspolitischer Art. Drei Jahrzehnte später wurden sogar noch Anschlussstrecken gebaut, die Verbindungen bis nach Heilsberg (polnisch Lidzbark Warmiński) und Reszel sowie Kętrzyn schufen: im Jahre 1905 die Bahnstrecke Schlobitten–Bischdorf und 1908 die Bahnstrecke Bischdorf–Rößel–Neumühl zur Weiterfahrt nach Rastenburg.
Während die Strecke Richtung Heilsberg 1945 in Kriegsfolge aufgegeben wurde, hatte man die Strecke Richtung Neumühl 2003 reaktiviert. Aufgrund mangelnder Rentabilität wurde sie 2006 ebenfalls ganz aufgegeben. Die Hauptstrecke aus Richtung Toruń endet seit 2000 in Korsze (Korschen). Sie wurde 1990 elektrifiziert.
Der Bahnhof in Bischdorf trug bis 1945 die offizielle Bezeichnung „Bischdorf (Ostpr.)“. Zwischen 1945 und 1945 hieß er „Sątopy“, 1946 bis 1945 „Sątopy Mazurskie“, 1947 bis 2015 „Sątopy Samulewo“ und ab 2015 in korrekter Schreibweise „Sątopy-Samulewo“.
Zur Eisenbahngeschichte von Sątopy-Samulewo gehört freilich auch eine Zugkatastrophe, die am 26. Januar 1954 geschah.

## Persönlichkeiten

### Mit dem Ort verbunden
- Paul Wegener (1874–1948), deutscher Theater- und Filmschauspieler sowie Filmregisseur, verlebte seine Kindheit und Jugend in Bischdorf.[3]